# Стентування сонної артерії
Стентування сонної артерії, каротидне стентування – це ендоваскулярна процедура, при якій для зниження ризику інсульту та лікування звуження сонної артерії в її просвіті розгортається стент. Воно використовується, коли каротидна ендартеректомія вважається занадто ризикованою для пацієнта.

## Використання
Стентування сонної артерії використовується для зниження ризику інсульту, пов'язаного зі стенозом сонної артерії. Каротидний стеноз може не мати проявів або мати такі симптоми, як транзиторні ішемічні атаки (ТІА) або інсульти .
Стентування є альтернативою каротидної ендартеректомії  для пацієнтів, яким не показана ця операція. Фактори високого ризику для ендартеректомії включають супутні захворювання (важка хвороба серця, серцева недостатність, важке захворювання легенів) та анатомічні особливості (оклюзія сонної артерії з протилежної сторони, попередня променева терапія шиї, попередня операція на тій же сонній артерії, захворювання внутрішньогрудної або внутрішньочерепної сонної артерії), які ускладнюють операцію. 

## Протипоказання
Хоча показники інсульту та смерті як після каротидної  ендартеректомії, так і після стентування низькі, вони можуть бути вищими, ніж при ендартеректомії, особливо при трансфеморальному стентуванні у пацієнтів старше 70 років. 

## Хід процедури
Стентування сонної артерії полягає в установці стента у місце стенозу сонної артерії. Воно може проводитися під загальною або місцевою анестезією.
Стент може бути встановлений через стегнову, променеву або через загальну сонну артерію. Критичними етапами є доступ до судин, проходження дротом місця стенозу, розгортання стента в ураженій ділянці та видалення судинного доступу. Ряд інших кроків може виконуватися або не виконуватися, включаючи використання церебрального захисного пристрою, балонну ангіопластику до або після стентування та церебральну ангіографію.

### Трансфеморальне каротидне стентування
Трансфеморальний шлях є традиційним підходом до стентування сонної артерії. Переважна більшість цих процедур виконується під місцевою анестезією. У цій методиці для отримання доступу до артеріальної системи використовується пункція загальної стегнової артерії. Кондуктор просувають через аорту до загальної сонної артерії на стороні лікування. Процедура зазвичай виконується черезшкірно. 

### Транскаротидна реваскуляризація
Транскаротидне стентування включає розріз шкіри біля основи шиї над загальною сонною артерією. Проводиться під місцевою або загальною анестезією. У цьому місці отримується доступ, який використовується для доставки стента до внутрішньої сонної артерії. Церебральний захист зазвичай досягається реверсією кровотоку - загальна сонна артерія перетискається, і артеріальна кров із внутрішньої сонної артерії пропускається через фільтр і повертається до стегнової вени під час найбільш ризикованих етапів процедури. 

### Трансрадіальне каротидне стентування
В останні кілька років, як альтернатива іншим методам, отримав поширення трансрадіальний маршрут. Переважна більшість цих процедур виконується під місцевою анестезією. У цій методиці для доступу до артеріальної системи використовується пункція променевої артерії. Кондуктор просувають через аорту до загальної сонної артерії на стороні лікування. Для церебрального захисту можна використовувати реверс потоку або фільтр. Процедура зазвичай виконується черезшкірно. 

## Відновлення та результати
Відновлення після стентування сонної артерії залежить не тільки від наявності ускладнень під час процедури, але і від наявності симптомів на момент надходження в стаціонар. Безсимптомні пацієнти зазвичай залишають лікарню у той же або на наступний день. Систолічний артеріальний тиск підтримується на цільовому рівні нижче 140 мм рт. Підвищення артеріального тиску протягом 2–10 днів після операції може призвести до реперфузійного синдрому.
Короткочасним ускладненням будь-якої процедури на сонній артерії, яке викликає найбільші побоювання, є інсульт. Щоб зменшити ризики, пов’язані з процедурою, і забезпечити довгострокову користь після такого втручання, має бути проведене ретельне обстеження пацієнта. Інші ранні ускладнення можуть включати кровотечу, інфекцію та серцеві проблеми, такі як інфаркт міокарда, пов’язаний з анестезією.
Пізні ускладнення включають повторний стеноз. За підозри на це явище може виконуватись спостереження за допомогою дуплексного ультразвукового дослідження або КТ-ангіографії.
Найбільший зиск від втручання з приводу стенозу сонної артерії (стентування або ендартеректомія) спостерігається у симптомних пацієнтів, які мали інсульт або ТІА.  Розробляється нове покоління двошарових стентів, щоб знизити ризик інсульту під час або після процедури.  Немає достатніх доказів того, який метод профілактики є кращим для симптомних пацієнтів - ендартеректомія чи стентування.
Наразі не рекомендується проводити ангіопластику та каротидне стентування пацієнтам із безсимптомним атеросклеротичним стенозом сонної артерії, за винятком, коли ці втручання є частиною клінічних досліджень. 